# Frédéric Lenormand

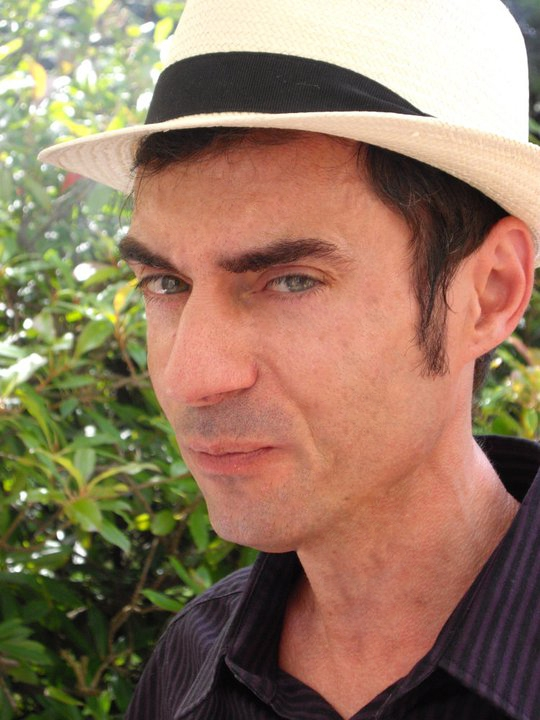
Frédéric Lenormand

Frédéric Lenormand, född 5 september 1964 i Paris, är en fransk författare. 
Lenormand har specialiserat sig på historiska romaner som utspelar sig på 1700-talet, framförallt under Franska revolutionen. Han har även gett ut en serie detektivromaner i antik kinesisk miljö om domare Ti, samt ett antal barnböcker.